# Raimund Kolb
Raimund Kolb (* 8. Juli 1945 in Ravensburg) ist ein ehemaliger Lehrer und Schriftsteller.

## Leben
Seine Kindheit verbrachte er in Ravensburg. Nach dem Abitur absolvierte er den Grundwehrdienst der Bundeswehr auf der Schwäbischen Alb. Nach Beendigung des Grundwehrdienstes brach er zu einer achtmonatigen Rucksacktour, zu Fuß, per Anhalter zum Nordkap auf. Vor dem Studium der Theologie an der Eberhard-Karls-Universität in Tübingen belegte er in Stuttgart Vorkurse in Griechisch, Latein und Hebräisch. Er studierte anschließend von 1969 bis 1976 Theologie unter anderem bei Hans Küng und Josef Ratzinger, dem späteren Papst Benedikt XVI. In den Nebenfächern belegte er Kurse in Psychologie und Geschichte. In den Semesterferien verdiente er sein Geld als Bandarbeiter bei BMW in München und bei der Überführung von alten Lastkraftwagen von Deutschland in den Orient.
Seine Referendarzeit als Lehrer im Fach Religion führte ihn nach Sindelfingen und Böblingen. Im Sommer 1978 trat er seine erste Stelle am Gymnasium Weingarten an. Während seiner Zeit als Studienrat an diesem Gymnasium schrieb er zehn Bücher über das Bahnwesen und die Kultur in Oberschwaben.
1991 wurde Kolb mit dem Landespreis für Heimatforschung Baden-Württemberg, 2008 mit dem Kulturpreis der Städte Ravensburg und Weingarten ausgezeichnet.
Seit seiner Pensionierung 2009 arbeitet er als Führer für englisch- und französischsprachige Besuchergruppen am Dornier-Museum in Friedrichshafen. Nebenher schreibt er eine Dissertation über Fidel Sporer an der PH Weingarten und ist Reiseleiter für Biblische Reisen.

## Schriften
- Bähnle, Mühle, Zug und Bus. Die Bahn im mittleren Schussental. Eppe, Bergatreute 1990 (hauptsächlich zur Straßenbahn Ravensburg–Weingarten–Baienfurt)
- Mein Ravensburg … und Weingarten, Eppe, Aulendorf und Bergatreute 2005
- mit Rolf Brüning und Bernhard Günzl: Bähnle, Öchsle, Hopfenexpress: Eisenbahn-Romantik in Oberschwaben. Hrsg. von der Deutschen Gesellschaft für Eisenbahngeschichte e. V., DGEG Medien, 2005
- Die oberschwäbische Barockstraße. Stationen zum Paradies. Thorbecke, 2006